# 青岛葡萄酒博物馆
青岛葡萄酒博物馆，位于中华人民共和国山东省青岛市市北区延安一路红酒坊，是一座以葡萄酒历史与文化展示为主题的主题特色博物馆，同时也是中国大陸首座以葡萄酒为主题的地下博物馆。